# Slovenská Kajňa
Slovenská Kajňa é um município da Eslováquia, situado no distrito de Vranov nad Topľou, na região de Prešov. Tem 6,73 km² de área e sua população em 2018 foi estimada em 758 habitantes.

## Demografia
| Ano:        | 1994 | 2004   | 2014   | 2024    |
| ----------- | ---- | ------ | ------ | ------- |
| Broj ljudi: | 826  | 815    | 781    | 701     |
| Razlika:    |      | -1,33% | -4,17% | -10,24% |

| Ano:               | 2023 | 2024   |
| ------------------ | ---- | ------ |
| Número de pessoas: | 717  | 701    |
| Diferença:         |      | -2,23% |